# Nouria Benida-Merah
Nouria Benida-Merah, née Merah le 19 octobre 1970 à Alger, est une athlète algérienne, spécialiste des courses de demi-fond du 800 mètres et 1 500 mètres, dont la carrière s'étire de 1989 à 2008. Elle remporte le 30 septembre 2000, lors des Jeux olympiques d'été de Sydney, le titre olympique du 1 500 mètres huit ans après la victoire de sa compatriote Hassiba Boulmerka. A l'instar de cette dernière, elle dédit sa victoire au « peuple algérien, et en particulier les femmes, encore discriminées », dont le pays, l'Algérie, vit une guerre civile nommée la décennie noire entre 1991 et 2002.
Pratiquant les disciplines du sprint jusqu'à ses vingt-cinq ans, elle se réoriente sur le demi-fond avec succès et parmi ses titres les plus prestigieux remporte le titre olympique à 29 ans du 1 500 mètres aux Jeux olympiques de 2000 de Sydney. Elle accumule également de nombreuses médailles lors des Championnats d'Afrique, Jeux méditerranéens et Championnats panarabes de 1995 à 2006, ainsi que des places d'honneur dans les meetings.
Après sa carrière sportive, elle reste dans le monde sportif en intégrant le comité olympique algérien en 2017 et en devenant ambassadrice de la fondation Peace and Sport.

## Biographie

### Enfance et orientation vers l'athlétisme
Nouria Merah naît et grandit en Algérie, et est originaire de Si Mustapha de la wilaya de Boumerdès dans la partie de la grande Kabylie. Plutôt tournée vers le basket-ball durant son adolescence, elle choisit l'athlétisme à ses 19 ans, principalement dans les disciplines de sprint telles sont le 100 m, 200 m et 400 m, s'imposant sur ces distances aux Championnats d'Algérie.
Sa rencontre avec son entraîneur, et futur mari qu'elle épousera en 1997, Amar Benida, est déterminante et opère un changement de cap puisque ce dernier réoriente N. Benida-Merah vers les courses de demi-fond du 800 mètres et 1 500 mètres en raison d'une morphologie mieux adaptée à ces distances. Elle s'impose très vite comme l'une des meilleures Algériennes derrière la championne olympique Hassiba Boulmerka.

### Dans l'ombre d'Hassiba Boulmerka en demi-fond
Cette réorientation sur ces distances de 800 mètres et 1 500 mètres s'opèrent avec succès et une amélioration de ses performances chronométriques ascendants. Sa médaille d'or sur le 800 m aux Championnats panarabes en 1995 lui permet de se prendre part aux Jeux olympiques de 1996 à Atlanta où elle est la seule Algérienne aligner sur cette distance. Auteure d'un chrono de 2 min 2 s 44 dans sa série, elle y est éliminée rapidement. En 1997, elle remporte le titre des Jeux méditerranéens à Bari sur le 1 500 m en ne s'alignant pas sur le 800 m. Toutefois, elle est bien présente sur ces deux distances aux Mondiaux d'Athènes où elle ne parvient pas à se qualifier pour les finales.
Lors de l'année 1998, elle multiplie les courses, principalement sur le 800 m, en Europe en restant régulière, et participe à ses premiers Championnats d'Afrique qui prennent place à Dakar. Dans les deux distances, elle échoue au pied du podium en prenant à chaque fois la quatrième place. Elle devient alors la numéro algérienne à la suite de la retraite d'Hassiba Boulmerka.
En 1999, elle axe sa saison essentiellement sur le 1 500 m, elle y améliore sensiblement ses temps chronométriques sur cette distance, et prend part à de prestigieuses évènements inscrits au Golden League avec une 10e place au Meeting Herculis de Monaco et une 9e place au Weltklasse Zurich en préparation des Mondiaux de Séville. Ces derniers sont disputés fin août 1999, unique algérienne sur la distance du 1 500 m, elle est éliminée en série avec un temps de 4 min 8 s 90, éloigné de la lutte pour les places qualificatives pour la finale. Elle ne prend pas part au 800 m. Elle clôt sa saison avec deux médailles d'argent aux Jeux africains sur le 800 m et 1 500 m.

### 2000: la consécration olympique
| Jeux olympiques de 2000 Podium du 1 500 m féminin | Jeux olympiques de 2000 Podium du 1 500 m féminin | Jeux olympiques de 2000 Podium du 1 500 m féminin |
| ------------------------------------------------- | ------------------------------------------------- | ------------------------------------------------- |
| Médaille d'or                                     | Nouria Benida-Merah                               | 4 min 5 s 10                                      |
| Médaille d'argent                                 | Violeta Szekely                                   | 4 min 5 s 15                                      |
| Médaille de bronze                                | Gabriela Szabó                                    | 4 min 5 s 27                                      |

Licenciée à Saint-Étienne, N. Benida-Merah mise comme l'année précédente sur la distance du 1 500 m. Elle rate sa première victoire en Golden League en terminant seconde du Golden Gala de Rome derrière Kutre Dulecha, puis une troisième place au Weltklasse Zurich remportée par Lidia Chojecka et au Mémorial Van Damme remportée par Violeta Szekely entre juillet et août 2000.
Habillée dans la peau d'outsideuse aux médailles à la suite de ses performances estivales, N. Benida-Merah n'est toutefois pas vue comme une favorite pour le titre olympique. Elle termine deuxième de sa série derrière Dulecha puis remporte sa demi-finale, en y signant le meilleur temps des demi-finales, pour se qualifier pour la finale du 1 500 mètres lors des Jeux olympiques de 2000. La finale se déroule le samedi 30 septembre 2000 au Stadium Australia entre douze concurrentes, N. Benida-Merah est placée dans le couloir numéro 8. La course est menée par la Portugaise Carla Sacramento puis Lidia Chojecka et Suzy Favor-Hamilton, N. Benida-Merah se situe dans un groupe formé de six pourchasseuses qu'elle mène. Revenue à la hauteur de la tête de course à 200 mètres de l'arrivée, elle place une attaque créant un petit écart que ses adversaires comblent petit à petit à chaque foulée mais finit par devancer su la ligne les des Roumaines Violeta Szekely de cinq centièmes et Gabriela Szabó de dix-sept centièmes,,. ELle dédit sa victoire au « peuple algérien, et en particulier des femmes, encore discriminées » comme Boulmerka l'avait fait huit années auparavant. Elle clôt cette année de titre olympique par un podium à la finale du Grand Prix IAAF de Doha derrière Szekely et Dulecha.
Un an après son titre olympique, elle déclare forfait pour les demi-finales des championnats du monde d'athlétisme 2001 après s'être qualifiée avec le dernier temps qualificatif en 4 min 15 s 06 et avoir déclaré être en méforme.

### Une fin de carrière marquée par des blessures et quelques coups d'éclats
Passé ses trente ans, N. Benida-Merah connaît alors de nombreux pépins physiques en raison de fractures de fatigue à répétition, conséquences, selon elle, d'un manque de matériel de récupération. Elle met au monde durant à cette période à sa première fille. Côté résultat, elle tente de revenir aux Jeux olympiques de 2004 d'Athènes pour défendre son titre mais en méforme elle renonce à en prendre le départ. Ses derniers grands résultats interviennent en 206 avec un dernier titre aux Championnats d'Afrique 2006 chez elle à Alger sur le 1 500 m devançant Gladys Wamuyu et Berhane Hirpassa.

## Palmarès

### Compétitions mondiales
Nouria Benida-Merah participe à trois reprises aux Jeux olympiques et remporte une médaille d'or, la seconde de l'histoire pour la nation algérienne sur cette distance chez les femmes après le sacre olympique d'Hassiba Boulmerka en 1992. Elle prend également part à trois éditions des Championnats du monde d'athlétisme mais ne parvient pas à se qualifier pour une seule finale.
| Épreuve | Édition                         | Édition                               | Édition                         | Édition            | Édition                         | Édition         |
| Épreuve | JO Atlanta 1996                 | Mondiaux Athènes 1997                 | Mondiaux Séville 1999           | JO Sydney 2000     | Mondiaux Edmonton 2001          | JO Athènes 2004 |
| 800 m   | Éliminée en série 2 min 02 s 44 | Éliminée en demi-finale 2 min 01 s 08 | —                               | —                  | —                               | —               |
| 1 500 m | —                               | Éliminée en série 4 min 12 s 21       | Éliminée en série 4 min 08 s 90 | Or · 4 min 05 s 10 | Éliminée en série 4 min 15 s 06 | Non partante    |

### Autres compétitions
Les compétitions ci-dessous sont classées par ordre chronologique.
| Année | Compétition                     | Épreuve                | Épreuve                | Épreuve                |
| Année | Compétition                     | 800 m                  | 1 500 m                | 4 × 400 m              |
| 1995  | Championnats panarabes Le Caire | Or · 2 min 05 s 52     | —                      | Argent · 4 min 43 s 73 |
| 1997  | Jeux méditerranéens Bari        | —                      | Or · 4 min 11 s 27     | —                      |
| 1998  | Championnats d'Afrique Dakar    | 4e 2 min 02 s 43       | 4e 4 min 18 s 16       | —                      |
| 1999  | Jeux africains Johannesbourg    | Argent · 2 min 00 s 83 | Argent · 4 min 18 s 69 | —                      |
| 2000  | Championnats d'Afrique Alger    | Argent · 1 min 59 s 73 | Or · 4 min 16 s 14     | —                      |
| 2006  | Championnats d'Afrique Alger    | Bronze · 2 min 52 s 18 | Or · 4 min 23 s 26     | —                      |

Sur le plan national, elle est sacrée championne d'Algérie du 100 mètres en 1992, du 200 mètres en 1992 et en 1994, du 400 mètres en 1991, 1992, 1994 et 1995, du 800 mètres en 1995, 2000, 2001, 2003 et 2006, du 100 mètres haies en 1993 et du cross court en 2000 et 2003.

## Records personnels
| Épreuve      | Temps         | Lieu         | Date            |              |
| En plein air | En plein air  | En plein air | En plein air    | En plein air |
| ------------ | ------------- | ------------ | --------------- | ------------ |
| 800 m        | 1 min 59 s 49 | Arnhem       | 10 juillet 1999 |              |
| 1 000 m      | 2 min 34 s 60 | Nice         | 17 juillet 1999 |              |
| 1 500 m      | 3 min 59 s 12 | Monaco       | 18 août 2000    |              |
| Mile         | 4 min 35 s 03 | Lille        | 15 juin 2003    |              |
| 3 000 m      | 9 min 1 s 20  | Kerkrade     | 3 juin 2000     |              |
| En salle     |               |              |                 |              |
| 800 m        | 2 min 0 s 75  | Dortmund     | 13 février 1999 |              |
| 1 000 m      | 2 min 39 s 26 | Stuttgart    | 7 février 1999  |              |
| 1 500 m      | 4 min 7 s 94  | Chemnitz     | 18 février 2000 |              |
| Mile         | 4 min 28 s 90 | Stuttgart    | 6 février 2000  |              |
| 2 000 m      | 5 min 46 s 67 | Liévin       | 13 février 2000 |              |
| 3 000 m      | 9 min 8 s 77  | Gand         | 26 février 2006 |              |

## Distinctions personnelles
En Algérie, ses performances ont été saluées par la remise du prix de la meilleure athlète algérienne de l'année (tous sports confondus) en 1997 et 2000.